# Jocs Olímpics d'Estiu de 1912
Els Jocs Olímpics d'Estiu de 1912, oficialment Jocs Olímpics de la V Olimpíada, es van celebrar a la ciutat d'Estocolm (Suècia) entre el 5 de maig i el 27 de juliol de 1912. Hi van participar 2.407 atletes, entre ells 48 dones, de 28 comitès que van competir en 102 proves de 14 esports olímpics.

## Antecedents
Després de la realització dels Jocs Olímpics de 1908 a Londres hi va haver qui va pensar que no se celebraria cap altra edició, ja que s'allunyaven del propòsit inicial i creaven més discòrdia que amistat entre les nacions participants.
Els Jocs d'Estocolm van ser els més brillants i millor organitzats fins al moment. Es va construir l'Estadi Olímpic d'Estocolm amb aparença d'una fortalesa o castell medieval, en maó de color gris volcànic, amb un aforament de 32.000 localitats. Per primera vegada es va usar el cronometratge elèctric i la foto finish amb gran èxit, acabant amb les decisions polèmiques i evitant nombrosos conflictes. Així mateix per primera vegada els guanyadors van pujar al podi i es van hissar les seves respectives banderes.
L'estadi, al llarg de la celebració dels Jocs, sempre va estar ple de públic, sent tot un èxit esportiu, i per primera vegada, un èxit econòmic. En finalitzar la competició els organitzadors van recaptar unes 106.000 corones.

## Comitès participants

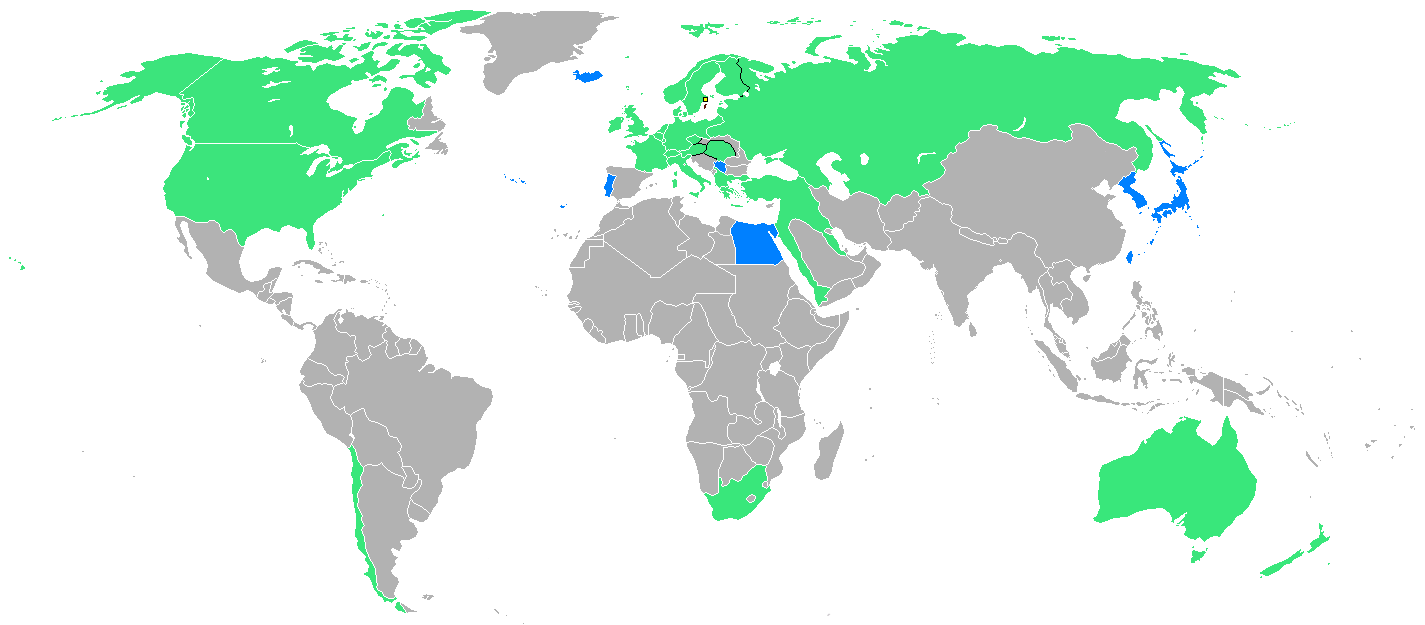
Països participants en els Jocs Olímpics.

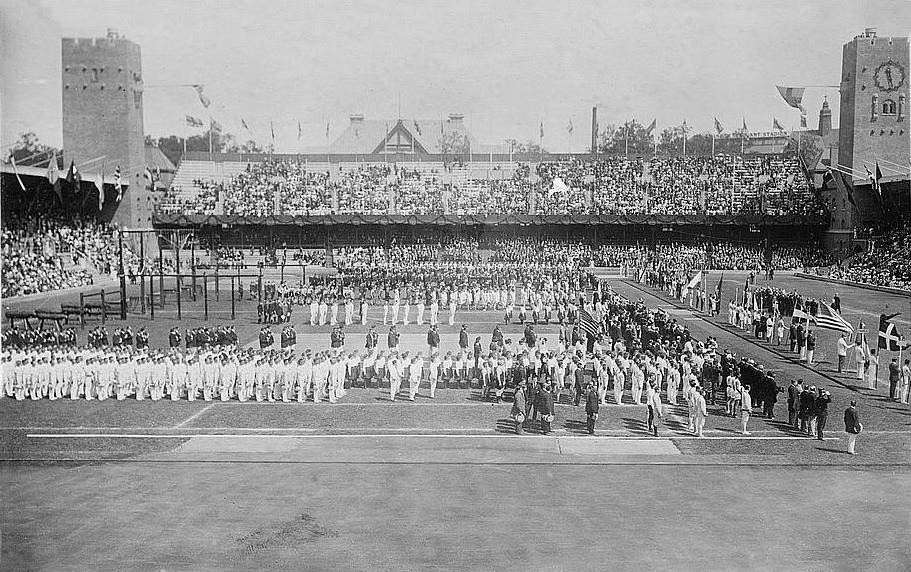
Inauguració dels Jocs Olímpics a Estocolm.

Un total de 2.407 atletes de 28 comitès nacionals participaren en els Jocs Olímpics de 1912.
Feren la seva primer participació en uns Jocs Olímpics les seleccions d'Egipte, Islàndia, Japó i Sèrbia, i retornaren a la competició les seleccions d'Islàndia, Luxemburg, Xile i no participà en aquesta edició dels Jocs la selecció de l'Argentina.
| - Australàsia (25) - Àustria (85) - Bèlgica (36) - Bohèmia (43) - Canadà (37) - Dinamarca (152) - Egipte (?) - Estats Units (174) - Finlàndia (164) - França (119) - Grècia (22) - Hongria (121) - Imperi Alemany (185) - Imperi Otomà (2) |  | - Imperi Rus (159) - Itàlia (66) - Islàndia (2) - Japó (2) - Luxemburg (21) - Noruega (190) - Països Baixos (33) - Portugal (6) - Regne Unit (274) - Sèrbia (2) - Suècia (444) - Sud-àfrica (21) - Suïssa (7) - Xile (14) |

## Esports disputats
Un total de 14 esports foren disputats en aquests Jocs Olímpics, realitzant-se un total de 102 proves. La boxa fou exclosa del programa olímpic pel fet de ser prohibida a Suècia, així com el ciclisme en pista, si bé en aquest cas sí que es va disputar la prova en ruta. El Comitè Olímpic de Suècia va pretendre eliminar del programa la marató, però el Comitè Olímpic Internacional s'hi va negar adduint que era la prova atlètica més emblemàtica dels Jocs.
El primer esport que va disputar als Jocs va ser el tennis, disputat entre 5 i 12 de maig. La inauguració oficial, conduïda pel rei suec Gustau V, no es va celebrar fins al 6 de juliol, a l'Estadi Olímpic que es va inaugurar l'1 de juny el mateix any.

## Fets destacats

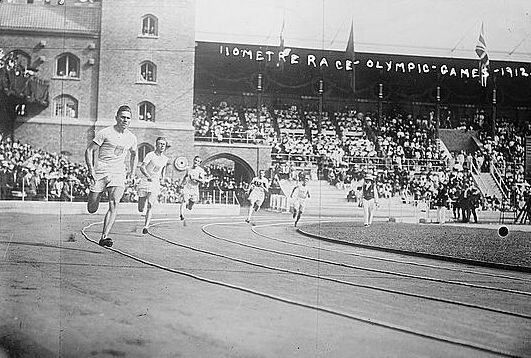
Moment d'una cursa atlètica disputada a l'Estadi Olímpic.

El guanyador de les proves de decatló i pentatló James Francis Thorpe fou acusat de professional al descobrir-se que era un jugador de beisbol en el Club de l'Estat de Carolina. Fou sancionat i desposseït dels seus títols, els quals foren entregats als atletes que havien quedat en segona posició, si bé aquests refusaren acceptar-los en reconeixement i admiració a l'atleta nord-americà. El 1984 els seus títols li foren restituïts per part de Joan Antoni Samaranch en una cerimònia en la qual els seus nets i hereus reberen les dues medalles aconseguides.
Entre els participants en la prova de pentatló modern s'hi trobà el futur general George S. Patton, que va quedar en cinquena posició.
Els termors de l'organització sueca sibre la duresa de la marató va comportar que per poder-hi participar els atletes havien d'aportar un certificat mèdic sobre la seva salut. Tot i aquesta mesura, l'atleta portuguès Francisco Lázaro va morir en el transcurs de la prova. En la mateixa prova el japonès Shizo Kanakuri va desaparèixer i no es va saber d'ell fins al 1966, quan va ser trobat i entrevistat per una televisió sueca. La seva explicació fou que va aturar-se a beure aigua i que va decidir abandonar la marató i Suècia sense avisar els organitzadors.
En lluita, els rus Klein i el finlandès Asikainen van realitzar un combat que va durar onze hores.
El finlandès Hannes Kolehmainen fou el corredor més destacat dels Jocs assolint la victòria en les proves de 5.000 metres, 10.000 metres i la carrera de camp a través de 8.000 metres. Vuit anys després, en els primers Jocs celebrats després de la Primera Guerra Mundial a Anvers 1920 va sorprendre el món en guanyar la prova de marató.
El suec Oscar Swahn es convertí en el medallista d'or de més edat a l'aconseguir la victòria en tir.

## Medaller
Deu nacions amb més medalles en els Jocs Olímpics de 1912. País amfitrió ressaltat.

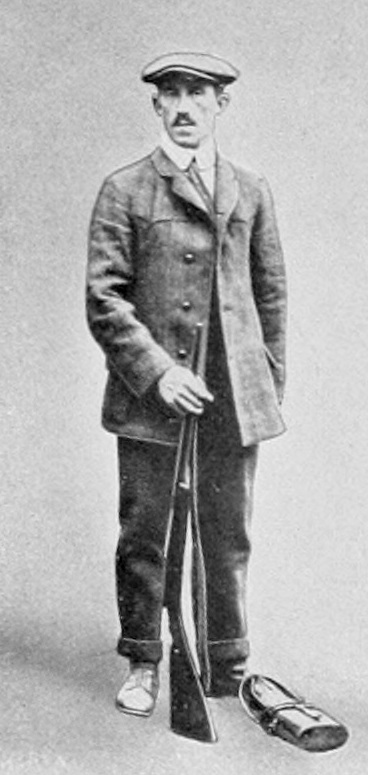
Vilhelm Carlberg, guanyador de cinc medalles en tir.

| Jocs Olímpics d'estiu de 1912 | Jocs Olímpics d'estiu de 1912 | Jocs Olímpics d'estiu de 1912 | Jocs Olímpics d'estiu de 1912 | Jocs Olímpics d'estiu de 1912 | Anells Olímpics |
| Posició                       | País                          | Or                            | Plata                         | Bronze                        | Total           |
| 1                             | USA                           | 25                            | 19                            | 19                            | 63              |
| 2                             | Suècia                        | 24                            | 24                            | 17                            | 65              |
| 3                             | Regne Unit                    | 10                            | 15                            | 16                            | 41              |
| 4                             | Finlàndia                     | 9                             | 8                             | 9                             | 26              |
| 5                             | França                        | 7                             | 4                             | 3                             | 14              |
| 6                             | Imperi Alemany                | 5                             | 13                            | 7                             | 25              |
| 7                             | Sud-àfrica                    | 4                             | 2                             | 0                             | 6               |
| 8                             | Noruega                       | 4                             | 1                             | 4                             | 9               |
| 9                             | Canadà                        | 3                             | 2                             | 3                             | 8               |
| 9                             | Hongria                       | 3                             | 2                             | 3                             | 8               |

### Medallistes més guardonats
Categoria masculina
| Nom                | CON          | Disciplina  | Or | Plata | Bronze | Total |
| Vilhelm Carlberg   | Suècia       | Tir olímpic | 3  | 2     | 0      | 5     |
| Hannes Kolehmainen | Finlàndia    | Atletisme   | 3  | 1     | 0      | 4     |
| Eric Carlberg      | Suècia       | Tir olímpic | 2  | 2     | 0      | 4     |
| Hübner von Holst   | Suècia       | Tir olímpic | 2  | 1     | 1      | 4     |
| Carl Osburn        | Estats Units | Tir olímpic | 1  | 2     | 1      | 4     |

Categoria femenina
| Nom                  | CON            | Disciplina | Or | Plata | Bronze | Total |
| Edith Hannam         | Regne Unit     | Tennis     | 2  | 0     | 0      | 2     |
| Dorothea Koring      | Imperi Alemany | Tennis     | 1  | 1     | 0      | 2     |
| Marguerite Broquedis | França         | Tennis     | 1  | 0     | 1      | 2     |
| Jennie Fletcher      | Regne Unit     | Natació    | 1  | 0     | 1      | 2     |
| Sigrid Fick          | Suècia         | Tennis     | 0  | 1     | 1      | 2     |